# 新宝島 (テレビアニメ)
『新宝島』（しんたからじま）は、1965年1月3日（日曜） 18:30 - 19:30 （日本標準時、以下同）にフジテレビ系列局で放送された、虫プロダクション制作の単発テレビアニメである。1966年6月19日から同年7月3日にも同系列局で、3回に分けられた上で再放送された。分割再放送版の放送時間は毎週日曜 19:00 - 19:30。

## 概要
手塚治虫による同名漫画とは関係なく、スチーブンソンの小説『宝島』を翻案した内容である。本作はキャラクターをすべて動物に置き換えている点が特徴である。東映動画が後年制作した『どうぶつ宝島』でも海賊側のキャラクターが動物となっているが、本作の場合は全員が動物である点が異なる。また、動物とはいえ擬人化された「人間としての意識」があり、終盤ではキャラクターが理性を失って本当の動物と化す描写がある。
モノクロ作品である。また小学館の学習雑誌に、本作のダイジェストが1回の読みきりで掲載されていた。

## 制作の経緯（虫プロランド構想）
もともと本作は、『鉄腕アトム』で成功を収めた虫プロが、手塚治虫の主要な漫画作品を1時間枠で26回（隔週ペースで1年間）にわたって制作・放送する「虫プロランド」の第1作として企画したものであった。他のアニメ化候補作としては『ジャングル大帝』『リボンの騎士』『0マン』『魔神ガロン』『オズマ隊長』『ユニコ』などが挙げられていた。1963年8月に虫プロとフジテレビの間で仮契約が調印され、それに基づいて本作の制作が開始された。「手塚治虫の主要作品」という点から、本来は漫画の『新宝島』のアニメ化であったと思われるが、それがスチーブンソン作品のアニメ化になった経緯は不明である。推測される原因としては、漫画は酒井七馬作あるいは酒井七馬との共同著作扱いであったこと、出版社により著作権が買い取り方式の契約だった可能性が挙げられる。1964年6月に本作は完成するが、諸処の理由で第2作以降の制作を断念することになり、残された本作を正月特別番組扱いで放送することになった。結果的に本作は単発スペシャルテレビアニメの第1号となった。
なお、候補作のうち『ジャングル大帝』と『リボンの騎士』はのちに虫プロによって連続テレビアニメとして、『ユニコ』は劇場アニメとして日の目を見たが、それ以外の作品は2020年現在、テレビアニメ化も劇場アニメ化もされていない。パイロットフィルムのみが制作された作品もある。

## スタッフ
- 原作：ロバート・ルイス・スチーブンソン
- 脚色・演出：手塚治虫
- 作画監督：杉井儀三郎
- 美術：半藤克美
- 撮影：清水達正、佐倉紀行
- 編集：古川雅士
- 音楽：冨田勲
- 製作担当：明田川進、田代敦巳
- 製作協力：フジテレビ（担当：別所孝治）

## キャスト
- 海賊シルバー（狼）：加藤武
- ジム少年（ウサギ）：田上和枝
- 船長（熊）：若山弦蔵
- リプジー先生（鹿）：北原隆
- トリローニ（豚）：藤岡琢也
- ピュー（山猫）：熊倉一雄
- ビリー・ボーンズ（山犬）：加藤精三